# Scottish Division A 1952-1953
La Scottish Division A 1952-1953  è stata la 56ª edizione della massima serie del campionato scozzese di calcio, disputato tra il 6 settembre 1952 e il 7 maggio 1953 e concluso con la vittoria dei Rangers, al loro ventottesimo titolo.
Capocannonieri del torneo sono stati Lawrence Reilly (Hibernian) e Charles Fleming (East Fife) con 30 reti ciascuno.
Sia i Rangers che l'Hibernian terminarono il campionato a pari punti. Per la prima volta il quoziente reti decise l'assegnazione del titolo.

## Classifica finale
Fonte:
|  | Pos. | Squadra            | Pt | G  | V  | N  | P  | GF | GS | QR    |
|  | ---- | ------------------ | -- | -- | -- | -- | -- | -- | -- | ----- |
|  | 1.   | Rangers            | 43 | 30 | 18 | 7  | 5  | 80 | 39 | 2,051 |
|  | 2.   | Hibernian          | 43 | 30 | 19 | 5  | 6  | 93 | 51 | 1,824 |
|  | 3.   | East Fife          | 39 | 30 | 16 | 7  | 7  | 72 | 48 | 1,500 |
|  | 4.   | Hearts             | 30 | 30 | 12 | 6  | 12 | 59 | 50 | 1,180 |
|  | 5.   | Clyde              | 30 | 30 | 13 | 4  | 13 | 78 | 78 | 1,000 |
|  | 6.   | St. Mirren         | 30 | 30 | 11 | 8  | 11 | 52 | 58 | 0,897 |
|  | 7.   | Dundee             | 29 | 30 | 9  | 11 | 10 | 44 | 37 | 1,189 |
|  | 8.   | Celtic             | 29 | 30 | 11 | 7  | 12 | 51 | 54 | 0,944 |
|  | 9.   | Partick Thistle    | 29 | 30 | 10 | 9  | 11 | 55 | 63 | 0,873 |
|  | 10.  | Queen of the South | 28 | 30 | 10 | 8  | 12 | 43 | 61 | 0,705 |
|  | 11.  | Aberdeen           | 27 | 30 | 11 | 5  | 14 | 64 | 68 | 0,941 |
|  | 12.  | Raith Rovers       | 26 | 30 | 9  | 8  | 13 | 47 | 53 | 0,887 |
|  | 13.  | Falkirk            | 26 | 30 | 11 | 4  | 15 | 53 | 63 | 0,841 |
|  | 14.  | Airdrieonians      | 26 | 30 | 10 | 6  | 14 | 53 | 75 | 0,707 |
|  | 15.  | Motherwell         | 25 | 30 | 10 | 5  | 15 | 57 | 80 | 0,713 |
|  | 16.  | Third Lanark       | 20 | 30 | 8  | 4  | 18 | 52 | 75 | 0,693 |

Legenda:
      Campione di Scozia.
      Retrocesso in Scottish Division B 1953-1954.
Regolamento:
Due punti a vittoria, uno a pareggio, zero a sconfitta.
A parità di punti, le posizioni in classifica venivano determinate sulla base del quoziente reti.